# Zegama
Zegama è un comune spagnolo di 1 538 abitanti situato nella comunità autonoma dei Paesi Baschi.

## Società

### Evoluzione demografica
Abitanti censiti

### Lingue e dialetti
Il dialetto basco locale appartiene alla variante gipuzkoana. Nel 2016, l'83,3% della popolazione era euskaldun ("basconfona").

## Amministrazione
Dalla Transizione spagnola ad oggi, le persone che hanno ricoperto la carica di sindaco (in basco alkatea, in spagnolo alcalde) sono state le sueguenti:
| Periodo | Periodo   | Primo cittadino                | Partito                                                                | Carica  | Note |
| ------- | --------- | ------------------------------ | ---------------------------------------------------------------------- | ------- | ---- |
| 1979    | 1983      | Jose Telleria Telleria         | Indipendente                                                           | Sindaco |      |
| 1983    | 1987      | Eduardo Ordaizgoti Telleria    | Partito Nazionalista Basco (EAJ-PNV)                                   | Sindaco |      |
| 1987    | 1991      | Eduardo Telleria Ordozgoiti    | Eusko Alkartasuna (EA)                                                 | Sindaco |      |
| 1991    | 1995      | Jesus Maria Larrea Arana       | Indipendente                                                           | Sindaco |      |
| 1995    | 1999      | Maria Axun Mendizabal Elicegui | EA                                                                     | Sindaca |      |
| 1999    | 2003      | Juan Inazio Galdos Larrea      | coalizione del Partito Nazionalista Basco e Eusko Alkartasuna (EAJ-EA) | Sindaco |      |
| 2003    | 2007      | Juan Inazio Galdos Larrea      | EAJ-PNV                                                                | Sindaco |      |
| 2007    | 2011      | Miren Edurne Albizu Ormazabal  | Zegama Lantzen                                                         | Sindaca |      |
| 2011    | 2015      | Miren Edurne Albizu Ormazabal  | Zegama Lantzen                                                         | Sindaca |      |
| 2015    | 2019      | Joseba Izagirre Arocena        | Zegama Lantzen                                                         | Sindaco |      |
| 2019    | 2023      | Joseba Izagirre Arocena        | Zegama Lantzen                                                         | Sindaco |      |
| 2023    | in carica | Iker Zubeldia Catarain         | Euskal Herria Bildu (EH Bildu)                                         | Sindaco |      |